# Дистлер, Вадим Вадимович
Вадим Вадимович Дистлер (5 сентября 1936, Москва — 28 апреля 2020, Москва) — советский и российский геохимик, лауреат премии имени Е. А. Ферсмана РАН (2001).

## Биография
Родился в Москве 5 сентября 1936 года. Сын Вадима Васильевича Дистлера (1907—?), горного инженера, соавтора пьесы «Золото», по которой был снят фильм «Парень из тайги», и его жены Веры Дмитриевны. Дед, присяжный поверенный, гласный и председатель Иркутской городской думы, а в 1930-е годы юрисконсульт Главрыбы Наркомата пищевой промышленности СССР Василий Григорьевич Дистлер (1884—1938), из занятой в добыче золота томской еврейской купеческой семьи, был репрессирован и расстрелян по обвинению в «участии в антисоветской террористической организации».
Окончил Московский институт цветных металлов и золота (1959), горный инженер-геолог.
Работал в Институте геологии рудных месторождений, петрографии, минералогии и геохимии АН СССР (РАН), с 1992 г. начальник отдела, заведующий Лабораторией геохимии, с 1998 года профессор. В 2019 оставил свой пост по состоянию здоровья.
В 1968 г. защитил кандидатскую, в 1985 г. — докторскую диссертацию.
Научные интересы: геология, геохимия, минералогия рудных месторождений; месторождения элементов платиновой группы различного типа и условия их образования; минералогия и геохимия ЭПГ.
Лауреат премии имени Е. А. Ферсмана РАН (2001) — за серию работ «Генетическая минералогия и геохимия платиновых металлов».

## Семья
- Жена (род. 1959) — Ирина Владимировна Ломакина, сын Андрей.
- Троюродный брат — режиссёр Майк Николс.
- Сестра отца — Ирина Васильевна Дистлер (1910 — после 1988), литературовед и архивист.

## Сочинения
- Петрология сульфидного магматического рудообразования / В. В. Дистлер, Т. Л. Гроховская, Т. Л. Евстигнеева и др.; Отв. ред. И. Д. Рябчиков; АН СССР, Ин-т геологии руд. месторождений, петрографии, минералогии и геохимии. — М. : Наука, 1988. — 231,[1] с., [8] л. ил. : ил.; 24 см; ISBN 5-02-002638-7 :
- Геология и рудоносность Норильского района / О. А. Дюжиков, В. В. Дистлер, Б. М. Струнин и др.; Отв. ред. В. И. Казанский; АН СССР, Ин-т геологии руд. месторождений, петрографии, минералогии и геохимии. — М. : Наука, 1988. — 277,[2] с., [2] л. ил. : ил.; 22 см; ISBN 5-02-002639-5 (В пер.) :